# موریس ماندلبام
موریس ماندلبام (به انگلیسی: Maurice Mandelbaum)؛ (زاده ۹ دسامبر ۱۹۰۸ در شیکاگو – درگذشته ۱ ژانویه ۱۹۸۷، هانوفر، نیوهمپشایر) فیلسوف و پدیدارشناس آمریکایی بود. او استاد فلسفه در دانشگاه جانز هاپکینز بود و در کالج‌های دارتموث وسوارثمور کار می‌کرد. ماندلبام دو مدرک از کالج دارتموث و مدرک دکترا از دانشگاه ییل داشت. او برای کارهایش در پدیدارشناسی، معرفت‌شناسی، فلسفه ادراک (به ویژه رئالیسم انتقادی) و تاریخ ایده‌ها شناخته‌شده است.

## آثار
او کتاب‌های زیادی نوشت، از جمله:
- مسئله دانش تاریخی، ۱۹۳۸
- پدیدارشناسی تجربه اخلاقی، ۱۹۵۵
- فلسفه، علم و ادراک حس، ۱۹۶۴
- تاریخ، انسان و عقل: مطالعه‌ای در اندیشه قرن نوزدهم، ۱۹۷۱
- آناتومی دانش تاریخی، ۱۹۷۷
- فلسفه، تاریخ و علوم، ۱۹۸۴

## آثار ترجمه‌شده به فارسی
- پدیدارشناسی تجربه اخلاقی، ترجمه مریم خدادادی، انتشارات ققنوس، ۱۳۹2، شابک ‎۹۷۸۶۰۰۲۷۸۰۳۷۹.